# Saropogon punctipennis
Saropogon punctipennis là một loài ruồi trong họ Asilidae. Saropogon punctipennis được Frey miêu tả năm 1958.